# Les Petits de décembre
Les Petits de décembre est un roman (en langue française) de Kaouther Adimi publié en août 2019 aux éditions du Seuil.

## Résumé
Un terrain vague dans une banlieue d'Alger est devenu depuis longtemps le terrain de football des jeunes du quartier. Un jour, les propriétaires, deux généraux, veulent y construire leurs villas.

## Développement
L'action commence par une journée banale de mauvais temps du mois de février : vent, pluie, froid, inondation, circulation difficile, bouchons, ralentissements...
La cité du Onze-Décembre, plutôt sûre, avec des villas d'habitation (anciennement militaire) et d'entreprises, a encore en son milieu un grand espace vide, d'environ un hectare et demi, goudronné autrefois, terrain vague, devenu terrain de foot pour les jeunes du quartier.
Ce jour-là, bravant la pluie et la boue, trois enfants de 10-11 ans jouent, Jamyl et Mahdi se disputent le ballon, et Inès est dans les buts. Puis, ils rentrent chez eux, Inès chez sa mère, abandonnée et divorcée, impliquée dans la défense des femmes du quartier contre les violences conjugales, et sa grand-mère, Adila, ancienne combattante renommée. Pas très loin de cette maison de femmes, habitent Jamyl, chez ses grands-parents (grand-père général), depuis que le père est mort victime d'un attentat, et Mahdi chez ses parents, avec le père en fauteuil roulant, victime d'attentat.
Le lendemain, une voiture noire, blindée, s'arrête sur le terrain, en sort un chauffeur avec deux parapluies et deux personnes à lunettes noires, d'environ 70 ans et en bonne forme, les généraux Saïd et Athmane. Adila la moudjahida va s'informer, et ils lui disent qu'ils vont construire sur notre terrain. L'information attire les ricanements de la vieille folle, la vieille voisine aux cheveux rouges (p. 32), qui transmet le message à des jeunes : Ils ne veulent pas de vous ici ! [...] Ils vont nous gober. Trois petits jeunes vont au contact, ils nous provoquaient. Dans la bagarre, Adila frappe de sa canne un dos de général, Youcef arrache le revolver braqué d'un général, le chauffeur appelle la gendarmerie. Quatre gendarmes arrêtent Adila et Youcef, et présentent leurs excuses aux généraux. Deux colonels, Mohamed et Chérif, amis, à la retraite (volontaire), la soixantaine, assurant encore quelques cours à l'université, assistent de loin au démêlé. Ils discutent librement, en plein air, parce qu'ils se savent surveillés et sur écoute, de politique (notre tour). Mohamed a co-fondé un petit parti d'opposition démocratique responsable. 
Le soir, les comptes-rendus varient. Les généraux fustigent ces voyous, ces malfrats, ces terroristes (p. 45), accusent la racaille, s'étonnent de s'être laissés surprendre, malgré leurs cinquante ans de service, malgré cette voyante qui... Les journaux rapportent le fait divers, avec prudence : le terrain de la discorde. Les généraux portent plainte contre Youcef, Adila étant trop compliquée à gérer, son interrogatoire l'a suffisamment montré. Youcef se défend : ils veulent prendre notre terrain de football. [...] Ils ont déjà toute cette saleté de ville (p. 62) !
Les caricaturistes se déchaînent. Une vidéo est diffusée sur les réseaux sociaux. Les histoires individuelles revisitent la société algérienne et l'histoire du pays depuis l'indépendance. Dans on carnet noir, Adila exprime sa rage de moujdahida, son inquiétude sur ce que sont devenues ses sœurs de combat, ses propres responsabilités, la mort de son fils, le désespoir du mari décédé. Le chardonneret chante dans sa cage (p. 117).
Et surtout le trio des petits, Inès, Jamyl et Mahdi, organisent la riposte en grand : occuper le terrain...

## Contexte
L'histoire se déroule dans la banlieue ouest d'Alger, à Dely Ibrahim, emplacement de la bataille de Staoueli (1830), d'un village colon français (1832).
La cité Onze-Décembre (p. 120) tire son nom des Manifestations de décembre 1960, durant la Guerre d'indépendance de l'Algérie.
L'époque de l'action, février 2016, est d'actualité, intermédiaire entre les manifestations de 2011-2014 en Algérie et celles de 2019, ou Hirak.